# Старий Город (Курська область)
Старий Город (рос. Старый Город) — село в Дмитрієвському районі Курської області Російської Федерації.
Населення становить 720 осіб. Входить до складу муніципального утворення Старогородська сільрада.

## Історія
Населений пункт розташований на території українського етнічного та культурного краю Східна Слобожанщина.
Від 2004 року входить до складу муніципального утворення Старогородська сільрада.

## Населення
| 2002 | 2010 |
| ---- | ---- |
| 668  | ↗720 |